# Brandy (альбом)
Brandy — дебютный студийный альбом американской R&B-певицы Брэнди Норвуд. Он был выпущен 27 сентября 1994 года на лейбле Atlantic Records. Продюсером альбома выступил Кит Крауч. В альбоме представлен целый ряд современных жанров, включая хип-хоп, поп-соул и R&B. Помимо Крауча, Норвуд сотрудничала с другими авторами и продюсерами, включая R&B-группу Somethin' for the People, Арвела МакКлинтона и Дэймона Томаса.
После выхода Brandy получил в целом положительные отзывы от музыкальных критиков, которые хвалили внешность Норвуд, а также вневременную привлекательность альбома. Хотя альбом сначала продавался медленно, он достиг 20 места в Billboard 200 и был сертифицирован четырёхкратной платиной Ассоциацией звукозаписывающей индустрии Америки (RIAA), продав более двух миллионов копий в США. Во всем мире альбом был продан тиражом более 6 миллионов копий.
Brandy и его синглы принесли Норвуд номинации на различные премии, включая две номинации на премию «Грэмми».

## Отзывы
| Оценки критиков               | Оценки критиков |
| Источник                      | Оценка          |
| ----------------------------- | --------------- |
| AllMusic                      | [ 4 ]           |
| Robert Christgau              | [ 5 ]           |
| Entertainment Weekly          | C               |
| Los Angeles Times             | [ 7 ]           |
| The Rolling Stone Album Guide | [ 8 ]           |

Brandy был положительно оценён современными музыкальными критиками. В своей рецензии для AllMusic Эдди Хаффман написал, что «эта юная R&B-певица попала в десятку лучших в 1994 году с песней „I Wanna Be Down“, показательным треком с её солидного дебютного альбома. Брэнди знает толк в хип-хоп ритме, накладывая нежно-жёсткий вокал на скромные аранжировки, как у Джанет Джексон, или в более сдержанном ключе как у Мэри Джей Блайдж. Хорошие песни и чёткое продюсирование делают Брэнди угрюмой и трогательной». В 2007 году журнал Vibe включил Brandy в список 150 самых важных альбомов с момента её выхода. Журнал считает, что «дебютный альбом Brandy медленный, продуманный и наивный — не из-за отсутствия достижений, а потому что лучшие моменты здесь звучат так же широко раскрытыми и новыми, как первое свидание».
People сравнивал альбом с дебютным альбомом Аалии Age Ain’t Nothing but a Number, который был выпущен за четыре месяца до этого, и писали: «В то время как все в Алия кричит „здесь и сейчас“, ухоженная смесь нежного хип-хопа и поп-соула Брэнди имеет более вневременную привлекательность. С самообладанием и нахальной уверенностью дивы вдвое старше её, Брэнди смешивает свои песни о любви с посвящениями младшему брату („Best Friend“), Богу („Give Me You“), идеальному мужчине („Baby“) и более старым певицам, таким как Арета и Уитни („I Dedicate“). Хотя это и не новаторский материал, у Брэнди есть способности, чтобы стать чем-то большим, чем последняя подростковая „next-big-thing“». Андерсон Джонс из Entertainment Weekly был менее восторженно настроен по отношению к альбому. Он поставил альбому оценку C и оценил его как: «Альбом, который, кажется, основан на философии „Если Аалия может это сделать, то почему я не могу?“, за исключением того, что в песнях о лучших друзьях, героях и щенячьей любви вместо того, чтобы заниматься любовью, актриса-подросток Норвуд (TV Thea) выглядит на свой возраст. В лучшем случае преждевременная попытка». В своём Consumer Guide Роберт Кристгау поставил альбому оценку «никакой», и сказал, что он «может впечатлить один или два раза последовательным мастерством или впечатляющим треком или двумя. А потом — нет».

## Награды и номинации
| Год  | Награда                      | Категория                         | Работа                                             | Результат | Ссылка |
| ---- | ---------------------------- | --------------------------------- | -------------------------------------------------- | --------- | ------ |
| 1995 | Soul Train Music Awards      | Best New Artist                   | Brandy                                             | Победа    | [ 12 ] |
| 1995 | Soul Train Music Awards      | Best R&B/Soul Album — Female      | Brandy                                             | Номинация | [ 12 ] |
| 1995 | Soul Train Music Awards      | Best R&B/Soul Single — Female     | «I Wanna Be Down»                                  | Номинация | [ 12 ] |
| 1995 | MTV Video Music Awards       | Best Rap Video                    | «I Wanna Be Down» (The Human Rhythm Hip-Hop Remix) | Номинация | [ 13 ] |
| 1995 | MTV Video Music Awards       | Best Choreography in a Video      | «Baby»                                             | Номинация | [ 13 ] |
| 1995 | Billboard Music Video Awards | Best New R&B/Urban Artist Clip    | «Baby»                                             | Победа    | [ 14 ] |
| 1995 | Billboard Music Video Awards | Best New Rap Artist Clip          | «I Wanna Be Down»                                  | Победа    | [ 14 ] |
| 1996 | American Music Awards        | Favorite Soul/R&B Female Artist   | Brandy                                             | Номинация | [ 15 ] |
| 1996 | American Music Awards        | Favorite Soul/R&B New Artist      | Brandy                                             | Победа    | [ 16 ] |
| 1996 | Grammy Awards                | Best New Artist                   | Brandy                                             | Номинация | [ 3 ]  |
| 1996 | Grammy Awards                | Best Female R&B Vocal Performance | «Baby»                                             | Номинация | [ 3 ]  |
| 1996 | MTV Video Music Awards       | Best Cinematography in a Video    | «Brokenhearted»                                    | Номинация | [ 17 ] |

## Коммерческий успех
Brandy дебютировал на 94-м месте в основном амеркиаском хит-параде Billboard 200 в неделю до 15 октября 1994 года.
В свою 25-ю неделю нахождения в этом чарте альбом достиг 20-го места, а всего оставаясь 89 недель подряд в Billboard 200. В американском чарте Top R&B/Hip-Hop Albums альбом дебютировал на 11-м месте. В свою 14-ю неделю в чарте альбом достиг шестого места, пробыв в этом чарте 87 недель. Brandy стал 52-м бастселлером года с тиражом 1,2 млн копий в США. К марту 2002 года тираж составил 2,2 млн копий в США по данным Nielsen SoundScan. К этой дате альбом получил 4-кратную платиновую сертификацию Recording Industry Association of America (RIAA) за тираж в 4 млн единиц.
В Великобритании Brandy не поднялся выше 119 места в UK Albums Chart, но тираж составил более 60,000 копий, за что получил серебряную сертификацию British Phonographic Industry (BPI). В мае 1999 года Brandy имел тираж 5 млн копий в мире; к 2010 году тираж составил 6 млн копий.

## Список композиций
| №                   | Название                 | Автор(ы)                                                  | Продюсеры                | Длительность |
| ------------------- | ------------------------ | --------------------------------------------------------- | ------------------------ | ------------ |
| 1.                  | «Movin' On»              | Keith Crouch Kipper Jones                                 | Crouch                   | 4:27         |
| 2.                  | «Baby»                   | Crouch Jones Rahsaan Patterson                            | Crouch                   | 5:13         |
| 3.                  | «Best Friend»            | Crouch Glenn McKinney                                     | Crouch                   | 4:48         |
| 4.                  | «I Wanna Be Down»        | Crouch Jones                                              | Crouch                   | 4:51         |
| 5.                  | «I Dedicate» (Part I)    | Brandy Norwood Rochad Holiday Curtis Wilson Jeffrey Young | Somethin' for the People | 1:29         |
| 6.                  | «Brokenhearted»          | Crouch Jones                                              | Crouch Jones             | 5:52         |
| 7.                  | «I'm Yours»              | Arvel McClinton Damon Thomas                              | McClinton Thomas         | 4:01         |
| 8.                  | «Sunny Day»              | Norwood Holiday Wilson Young                              | Somethin' for the People | 4:29         |
| 9.                  | «As Long as You're Here» | Holiday Wilson Young Trina Powell                         | Somethin' for the People | 4:45         |
| 10.                 | «Always on My Mind»      | Kenneth Crouch                                            | Kenneth Crouch           | 4:06         |
| 11.                 | «I Dedicate» (Part II)   | Norwood Holiday Wilson Young                              | Somethin' for the People | 0:55         |
| 12.                 | «Love Is on My Side»     | Robin Thicke Thomas                                       | Thomas                   | 5:09         |
| 13.                 | «Give Me You»            | Norwood Holiday Wilson Young                              | Somethin' for the People | 4:25         |
| 14.                 | «I Dedicate» (Part III)  | Norwood Holiday Wilson Young                              | Somethin' for the People | 1:01         |
| Общая длительность: | Общая длительность:      | Общая длительность:                                       | Общая длительность:      | 55:46        |

| №                   | Название                                                                                        | Автор(ы)                                             | Продюсеры           | Длительность |
| ------------------- | ----------------------------------------------------------------------------------------------- | ---------------------------------------------------- | ------------------- | ------------ |
| 15.                 | «I Wanna Be Down» (The Human Rhythm Hip Hop Remix) (featuring MC Lyte, Queen Latifah and Yo-Yo) | Crouch Jones Lana Moorer Dana Owens Yolanda Whitaker | Crouch              | 4:07         |
| Общая длительность: | Общая длительность:                                                                             | Общая длительность:                                  | Общая длительность: | 59:53        |

## Чарты
| Чарт (1994—1995)                       | Высшая позиция |
| -------------------------------------- | -------------- |
| Австралия (ARIA)                       | 26             |
| Канада Top Albums/CDs (RPM)            | 20             |
| Германия (Offizielle Top 100)          | 86             |
| Великобритания (OCC)                   | 119            |
| Великобритания (UK R&B Albums Chart)   | 15             |
| США (Billboard 200)                    | 20             |
| США (Billboard Top R&B/Hip-Hop Albums) | 6              |

## Сертификации
| Регион                                                      | Сертификация  | Продажи   |
| ----------------------------------------------------------- | ------------- | --------- |
| Канада (Music Canada)                                       | Золотой       | 50 000^   |
| Великобритания (BPI)                                        | Серебряный    | 60 000^   |
| США (RIAA)                                                  | 4× Платиновый | 2,100,000 |
| ^ Данные о тиражах приведены только на основе сертификации. |               |           |